# Sosiomyia comata
Sosiomyia comata är en tvåvingeart som beskrevs av Mario Bezzi 1921. Sosiomyia comata ingår i släktet Sosiomyia och familjen svävflugor. Inga underarter finns listade i Catalogue of Life.